# Alekséi Chádov
Alekséi Aleksándrovich Chádov (en ruso: Алексе́й Алекса́ндрович Ча́дов, n. 2 de septiembre de 1981, Moscú) es un actor de teatro y cine ruso, hermano del también actor Andréi Chádov. Desde su debut en 2002, ha aparecido en más de treinta películas, entre las que destaca Voyna (2002), y su papel de Kostya Saushkin en las películas de Timur Bekmambetov Guardianes de la noche y Guardianes del día.

## Filmografía seleccionada
| Año  | Título                                          | Papel           | Notas       |
| ---- | ----------------------------------------------- | --------------- | ----------- |
| 2020 | Anexo:Bailando 2020                             |                 |             |
| 2014 | A Matter of Honor                               |                 | Serie de TV |
| 2014 | Viy                                             |                 |             |
| 2014 | Love in the Big City 3                          | Artyom          |             |
| 2011 | SLOVE. Soldiers of Love (SLOVE: Прямо в сердце) | Ronin           |             |
| 2010 | Love in the Big City 2                          | Artyom          |             |
| 2009 | Love in the Big City                            | Artyom          |             |
| 2007 | Orange Love                                     |                 |             |
| 2006 | Guardianes del día                              | Kostya Saushkin |             |
| 2006 | Zhivoy                                          |                 |             |
| 2006 | Zhara                                           |                 |             |
| 2005 | La novena compañía                              |                 |             |
| 2004 | Guardianes de la noche                          | Kostya Saushkin |             |
| 2003 | Moths Games                                     |                 |             |
| 2003 | The nameless height                             | Kolya Malajov   |             |
| 2002 | Voyna                                           | Ivan Yermakov   |             |